# فیلیپو کارینی
فیلیپو کارینی (انگلیسی: Filippo Carini؛ زادهٔ ۲۶ سپتامبر ۱۹۹۰) بازیکن فوتبال اهل ایتالیا است.
از باشگاه‌هایی که در آن بازی کرده‌است می‌توان به باشگاه فوتبال پادوا، باشگاه فوتبال مودنا، باشگاه فوتبال پیزا، و باشگاه فوتبال لچه اشاره کرد.